# ایگور کرید
یگور کرید با نام اَصلی یگور کریید بولاتکین زاده ۲۵ ژوئن ۱۹۹۴ در پنزا، روسیه نوازندهٔ سبکِ موسیقی هیپ هاپ است.

## زندگی‌نامه
یگور متولد ۲۵ ژوئن ۱۹۹۴ (میلادی) درشهر پنزا، روسیه. از دوران کودکی آرزوی نوازندگی را داشت. فارغ‌التحصیل تکنیک‌های مدرن سخنرانی عمومی شماره ۲، در شهر پنزا، موسیقی هیپ‌هاپ در سن بسیار پایین وارد زندگی او شد.

## خلاقیت و حرفه
در سال ۲۰۱۱ (میلادی) برای اولین بار کاربران اینترنت او را در ویدئو کلیپ «Любовь в сети» (به فارسی: عشق انلاین) که خود فیلم‌برداری انجام داده بود، دیدند. در سال ۲۰۱۲ (میلادی) در مسابقه «Звезда Вконтакте» (به فارسی: ستاره‌ها در ارتباط اند) در کانال «Пятый канал (به فارسی: کانال پنج)» در بخش پروژه بهترین موسیقی هیپ هاپ برنده شد. بعد از این با انتشار موسیقی «Вдохновение (به فارسی: الهام بخش») کنسرتی در سالن «Октябрьский» اجرا شد.

## یادداشت
1. ↑  Алексей Мажаев: Рецензия на альбом «Холостяк».